# 特諾奇

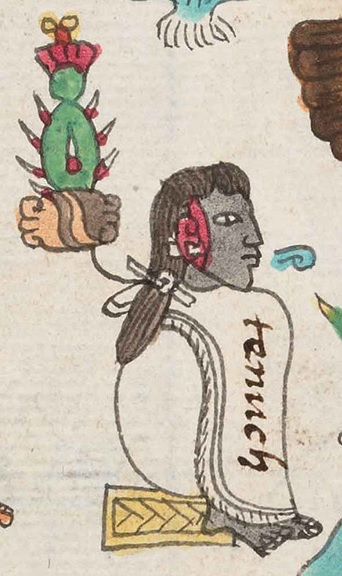
曼多撒手抄本上的特諾奇

特諾奇（Tenoch或Tenuch）是阿茲特克（墨西加）傳說中阿茲特克帝國的創立人，生活在14世紀。当时，阿茲特克人从阿茲特蘭遷徙至特諾奇提特蘭。
据说，特诺奇是一位高级牧师，但他从未担任特拉托阿尼（tlatoani，统治者或国王，意为“发言人”）。特諾奇由族中長老推選，是個備受尊敬的酋長。
在《门多萨手抄本》的首页上，特诺奇与其他领导人并列。他的石雕符号是一块岩石和一个多刺的仙人掌，象征着阿兹特克人到达特斯科科湖时看到的那个传说中的标志。
据说特諾奇提特蘭城建于約1325年，而特诺奇则在1370年至1375年间去世。这意味着他的统治持续了近一个阿兹特克世纪（52年），因此这座城市很可能是为了纪念他而重新命名的。
关于特諾奇的真实身份，历史学家尚未达成一致看法，有人认为他是后世神化的历史人物，也有人认为他可能是虚构的角色。
在墨西哥國旗上，可以找到他的名字以納瓦特爾語符號书写：“Tetl”意为「石」，而“Nochtli”則指仙人掌。